# Office of Film and Literature Classification
Pour le système d'évaluation néo-zélandais, voir Office of Film and Literature Classification (Nouvelle-Zélande).
L’Office of Film and Literature Classification est une organisation chargée de l'évaluation de la censure et de la classification des films, jeux vidéo et publications en Australie,. Elle a été dissoute en 2006 et les décisions concernant les évaluations d’œuvres sont prises dès lors par l'Australian Classification Board.

## Classification

### Jeux vidéo et films
Seule la classification MA15+ constitue un seuil d'âge légal.
| Icône | Icône                                                                                               | Description |
| < 1996 | 1996                                                                                                | Description |
| --- | --------------------------------------------------------------------------------------------------- | --- |
| – | OFLC E — Tout public (E — Exempt from Classification)                                               | Exempt from Classification (Exempté de classification) Œuvre non-évaluée par l’Office of Film and Literature Classification. Elle ne doit contenir aucun contenu offensant ou n'entrant pas dans les critères de l'Office of Film and Literature Classification. La classification E est attribuée par l'éditeur ou de distributeur de l’œuvre et non-pas par l'OFLC. |
| | OFLC G — Pour tous (G — General)                                                                    | General (Tout public) Tous âges General (Tout public) Contenu destiné à tous les publics, mais ne concerne pas forcément les enfants les plus jeunes. |
| OFLC G8+ — Tout public au-dessus de 8 ans (G8+ — General for children over 8 years of age)                               | OFLC PG — Autorisation parentale recommandée (PG — Parental Guidance)                               | General for children over 8 years of age (Pour tous les enfants au-dessus de 8 ans) Parental Guidance (Autorisation parentale) L’OFLC conseille un avis parental pour les œuvres classifiées PG. |
| OFLC M15+ — Personne mûre, sans restrictions d'âge (M15+ — Mûr)                                                          | OFLC M — Personne de plus de 15 ans (M — Mûr)                                                       | Mature (Mûr) Tout public sans restriction d’âge malgré le « 15+ ». Mature (Mûr) Classification recommandée pour les personnes de plus de 15 ans. |
| OFLC MA15+ — inadapté au moins de 15 ans et nécessite un accord parental si moins de 15 ans (MA15+ — Mature Accompanied) | OFLC MA15+ — Sous contrôle parental pour les moins de 15 ans (MA15+ — Mature Accompanied under 15)  | Mature Accompanied (Accompagné d’une personne mûre) Mature Accompanied under 15 (Accompagné d’une personne mûre pour les moins de 15 ans) Œuvres qui comportent des contenus offensant ou ne respectant pas les critères émis par l'OFLC, interdites aux moins de 15 ans sans l'accord préalable d'un adulte : classification légale.                                 |
| – | OFLC R18+ — Interdit aux moins de 18 ans (R18+ — Restricted to 18 and over)                         | Restricted to 18 and over (Restreint aux plus de 18 ans) Classification légale. |
| – | OFLC X18+ — Contenu pornographique, interdit aux moins de 18 ans (X18+ — Restricted to 18 and over) | Restricted to 18 and over (Restreint aux plus de 18 ans) Classification légale. |
| – | OFLC RC — Classification refusée (RC — Refused Classification)                                      | Refused Classification (Classification refusée) Contenu offensant de toute nature dépassant les critères de moralité, de décence mis en place par OFLC. |
| – | OFLC CTC — Vérifier la classification (CTC — Check the Classification)                              | Check the Classification La classification n'a pas été publiée au moment de la publication de l'œuvre, mais une vérification de la classification est nécessaire. |

### Littérature
Les ouvrages n'entrant pas dans ces critères sont classés en Refused Classification (Classification refusée).
| Icône                     | Description |
| ------------------------- | --- |
| ACB Unrestricted          | Unrestricted (Non restreint) |
| ACB Unrestricted 15       | Unrestricted – Mature – Not recommended for readers under 15 (Non restreint – Mûr – Non recommandé aux lecteurs de moins de 15 ans)                 |
| ACB Restricted Category 1 | Restricted Category 1 – Not available to persons under 18 years (Restreint à la catégorie 1 – Non recommandé pour les personnes de moins de 18 ans) |
| ACB Restricted Category 2 | Restricted Category 2 – Not available to persons under 18 years (Restreint à la catégorie 2 – Non recommandé pour les personnes de moins de 18 ans) |